# Hypnotikum
Hypnotikum (uspávací prostředek, uspávadlo) je léčivo, které vyvolává spánek či usnadňuje usínání. Hypnotika obvykle působí v mozku prostřednictvím receptoru pro kyselinu gama-aminomáselnou (tzv. GABA-ionofor).
Používají se syntetická léčiva ze skupiny benzodiazepinů (nitrazepam, flunitrazepam aj.) či novější látky jako zolpidem nebo zopiklon. Starší barbituráty se již v této indikaci nepoužívají. Dlouhodobé užívání těchto látek je spojeno s rizikem vzniku lékové závislosti.
Tradiční medicína využívá rostlinné drogy jako chmelové šištice, kořen kozlíku, nať meduňky, nať mučenky a další.